# Burkhalter Holding
Die Burkhalter Holding AG, auch bekannt als Burkhalter Gruppe, ist ein schweizweit tätiges Unternehmen im Bereich der Gebäudetechnik mit Hauptsitz in Zürich. Die Gruppe bietet gewerkübergreifende Dienstleistungen in den Bereichen Heizungs-, Kälte-, Lüftungs-, Klima-, Sanitär- und Elektrotechnik an.
Im Geschäftsjahr 2024 beschäftigte die Burkhalter Gruppe rund 5'300 Mitarbeitende, darunter etwa 980 Lernende. Das Unternehmen erzielte im selben Jahr ein Betriebsergebnis (EBIT) von 69,7 Millionen Schweizer Franken sowie ein Konzernergebnis von 57,1 Millionen Schweizer Franken. Der konsolidierte Umsatz belief sich auf rund 1'186 Millionen Schweizer Franken. Die Burkhalter Holding AG ist an der SIX Swiss Exchange kotiert.

## Geschichte
Die heutige Burkhalter Gruppe wurde 1959 als Einzelfirma von Ruth und Ernst Burkhalter in Zürich gegründet und beschäftigte damals vier Mitarbeitende. Im Jahr 1987 wurde die Firma an die Zellweger-Luwa Gruppe verkauft. Es folgten Management-Buy-outs in den Jahren 1997 und 2000. Seit Juni 2008 ist die Burkhalter Holding AG an der SIX Swiss Exchange kotiert. Am 30. Juni 2022 fusionierte die Burkhalter Holding AG mit poenina holding ag. Durch die Fusion wurde die Burkhalter Gruppe Gesamtanbieterin von gewerkübergreifender Gebäudetechnik. Als solches verfolgt das Unternehmen gemäss VR-Präsident Gaudenz F. Domenig das langfristige Ziel, einen Beitrag zur Umsetzung der Energiestrategie 2050 des Bundes zu leisten und die Energieeffizienz im Schweizer Gebäudepark auszubauen.

## Standorte
Die Burkhalter Gruppe besteht aus 84 Gruppengesellschaften an 166 Standorten in der Schweiz und im Fürstentum Liechtenstein (Stand 31. Dezember 2024).

## Sponsoring
Die Burkhalter Gruppe ist Hauptsponsor des Hockey Club Davos und des HC Davos Ladies Zudem engagieren sich die einzelnen Unternehmen der Gruppe durch regionale Sponsorings.